# آرتور آر فون هیپل
آرتور آر فون هیپل (انگلیسی: Arthur R. von Hippel؛ زاده ۱۹ نوامبر ۱۸۹۸ – درگذشته ۳۱ دسامبر ۲۰۰۳) یک فیزیک‌دان اهل آلمان بود.